# 旧辻元家住宅

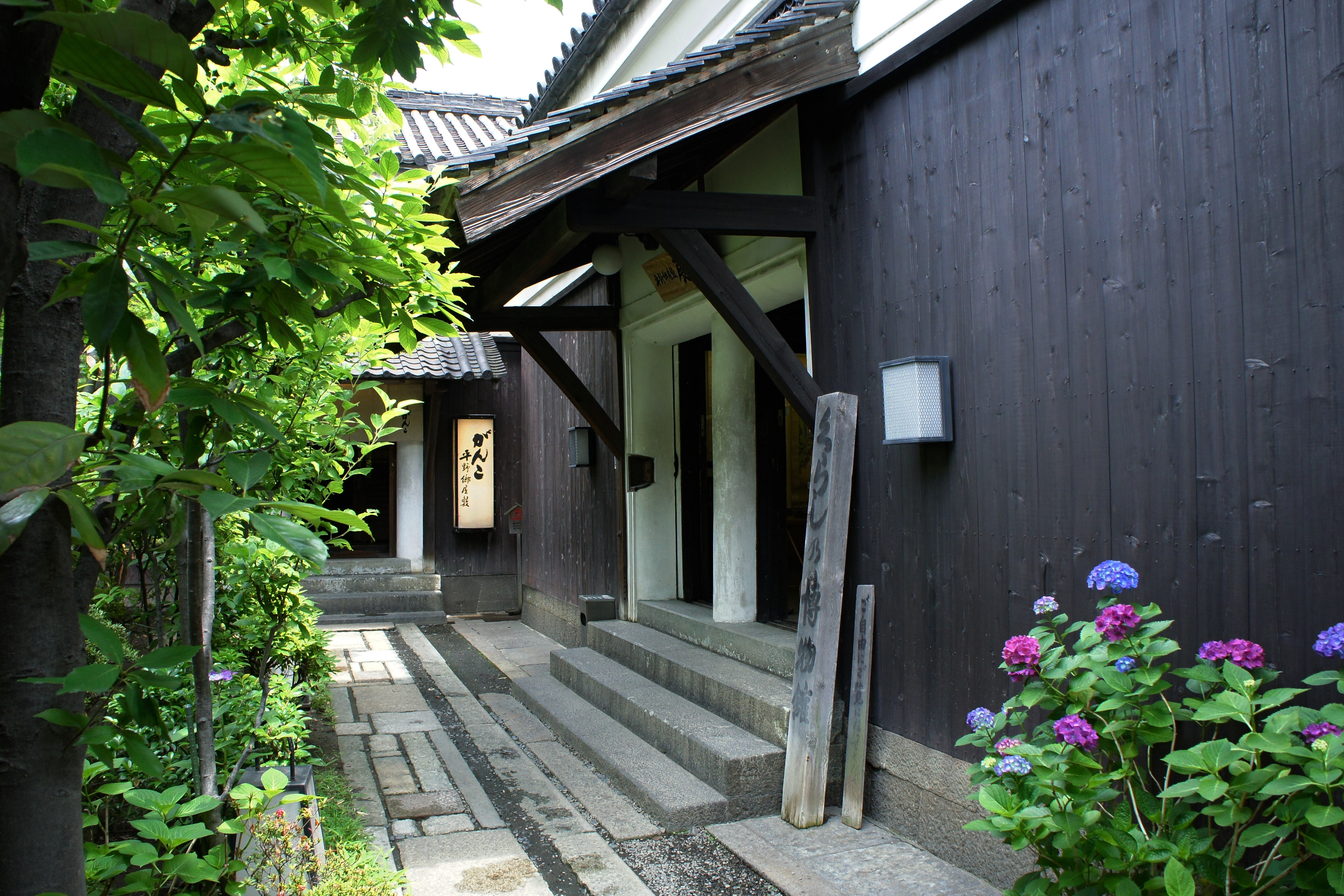
「くらしの博物館」展示館

旧辻元家住宅（きゅうつじもとけじゅうたく）は、河内国渋川郡鞍作村（現・大阪府大阪市平野区加美鞍作）の士族辻元家の本宅として江戸時代初期に建設された近世和風建築である。
摂津国住吉郡平野郷町（現在の平野地区）から東へ離れた加美地区に位置するが、平野郷屋敷と通称されている。約1100坪の敷地に、主屋をはじめ長屋門、蔵5棟、茶室が建っており、床面積合計は約804坪に及ぶ。敷地の多くを占める日本庭園は、大阪万博の日本庭園を手がけた木戸雅光による作庭である。
現在も辻元家が所有する建築物である。1990年からレストラン「がんこ平野郷屋敷」として貸し出され、また1993年からは「平野町ぐるみ博物館」を構成する施設となり、屋敷内に「くらしの博物館」が設けられた。

## くらしの博物館
主展示室である衣装蔵のほか、屋敷内のいたる所に、辻元家が所有していた絵画、茶器などを展示公開している。

### 主な所蔵品
- 兆殿司『飛鯉之図』
- 伊藤若冲『水鳥』
- 白川芝山学『雪中梅花之図』
- 松村景文『えび・かに之図』
- 大徳寺歴代官長の茶軸作品

## 施設
- 主屋
- 茶室
- 長屋門 - 供待ち付き
- 内蔵
- 米蔵
- 衣装蔵 - 「くらしの博物館」展示館
- 味噌蔵
- 炭蔵
- 日本庭園 - 木戸雅光による作庭

- 表門
- 前庭
- 主屋入口
- 庭園

## 交通アクセス
- 西日本旅客鉄道（JR西日本）関西本線（大和路線）加美駅 徒歩2分
- JR西日本おおさか東線 新加美駅 徒歩3分

## 周辺
- 奥田家住宅 - 国の重要文化財